# Lijst van vlaggen van IJslandse gemeenten
IJsland kent slechts een decentrale bestuurslaag, de gemeente, 79 in totaal, verdeeld over 8 regio's zonder bestuurlijke functie. Dit is de Lijst van vlaggen van IJslandse gemeenten.

Aðaldælahreppur
Akrahreppur
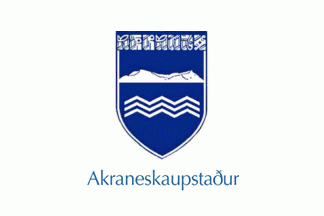
Akraneskaupstaður
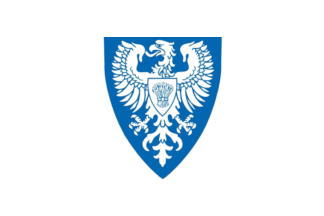
Akureyrarkaupstaður
Álftanes
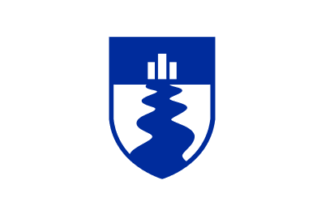
Árborg
Arnarneshreppur
Árneshreppur
Ásahreppur
Bæjarhreppur
Bláskógabyggð
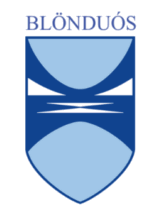
Blönduósbær
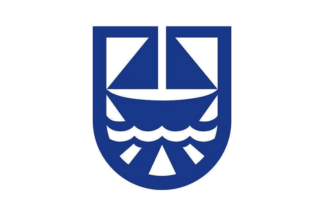
Bolungarvíkurkaupstaður
Borgarbyggð
Borgarfjarðarhreppur
Breiðdalshreppur
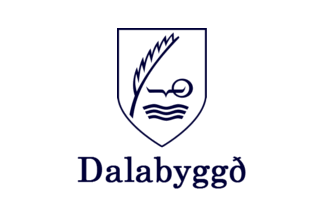
Dalabyggð
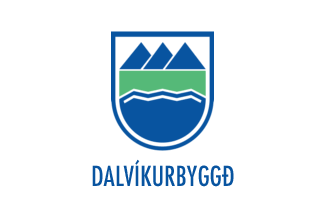
Dalvíkurbyggð
Djúpavogshreppur
Eyja- og Miklaholtshreppur
Eyjafjarðarsveit
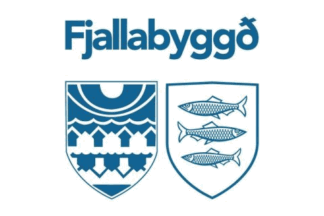
Fjallabyggð
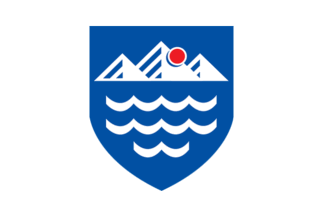
Fjarðabyggð
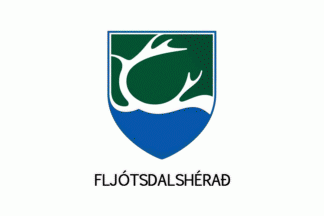
Fljótsdalshérað
Fljótsdalshreppur
Flóahreppur
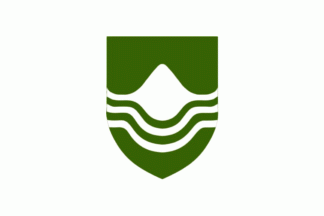
Garðabær
Grímseyjarhreppur
Grímsnes- og Grafningshreppur
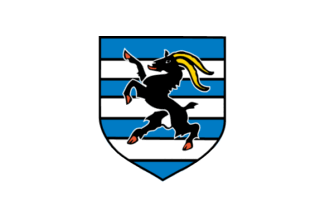
Grindavíkurbær
Grundarfjarðarbær
Grýtubakkahreppur
Hafnarfjarðarkaupstaður
Helgafellssveit
Höfðahreppur
Hörgárbyggð
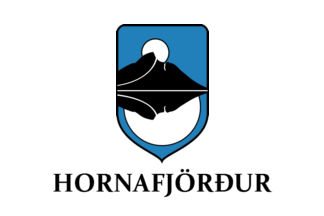
Hornafjörður
Hrunamannahreppur
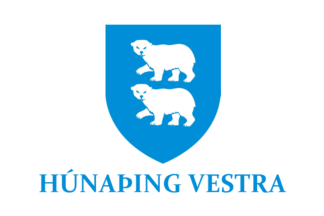
Húnaþing vestra
Húnavatnshreppur
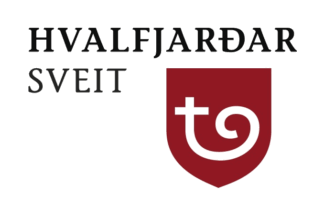
Hvalfjarðarsveit
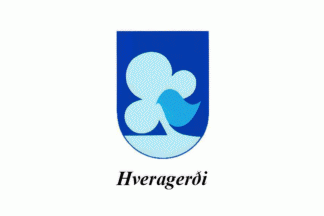
Hveragerðisbær
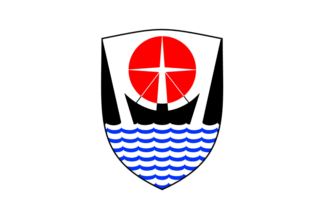
Ísafjarðarbær
Kaldrananeshreppur
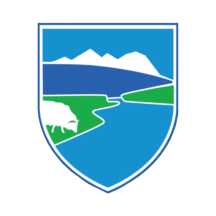
Kjósarhreppur
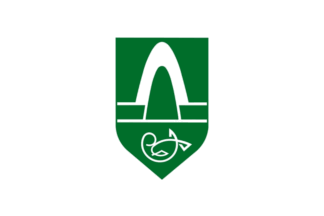
Kópavogsbær
Langanesbyggð
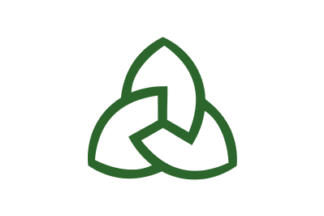
Mosfellsbær
Mýrdalshreppur
Norðurþing
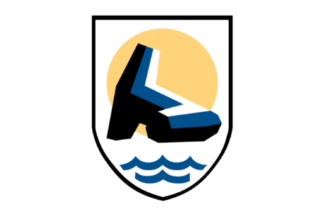
Ölfus
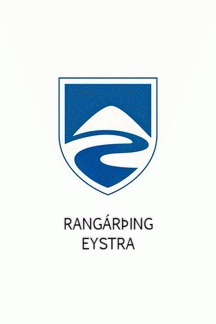
Rangárþing eystra
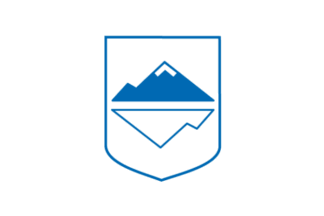
Rangárþing ytra
Reykhólahreppur
Reykjanesbær
Reykjavíkurborg
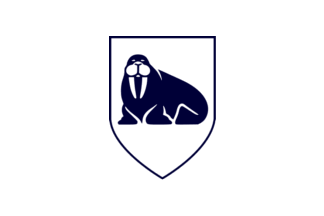
Sandgerðisbær
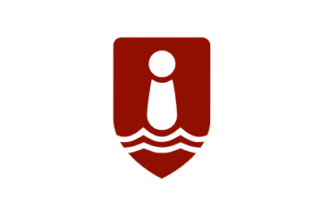
Seltjarnarnesbær
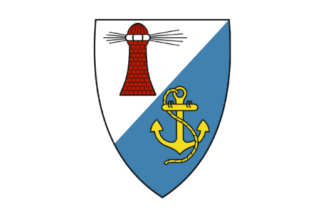
Seyðisfjarðarkaupstaður
Skaftárhreppur
Skagabyggð
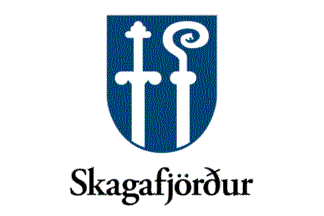
Skagafjörður
Skeiða- og Gnúpverjahreppur
Skorradalshreppur
Skútustaðahreppur
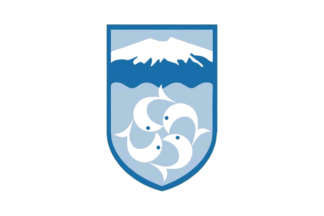
Snæfellsbær
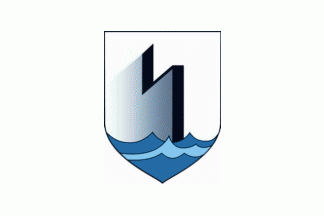
Strandabyggð
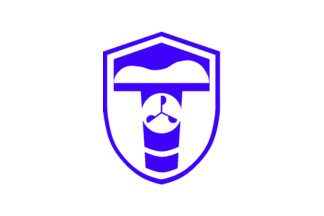
Stykkishólmsbær
Súðavíkurhreppur
Svalbarðshreppur
Svalbarðsstrandarhreppur
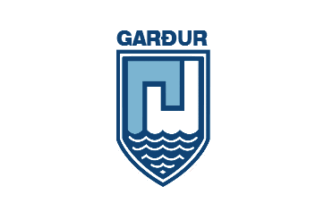
Sveitarfélagið Garður
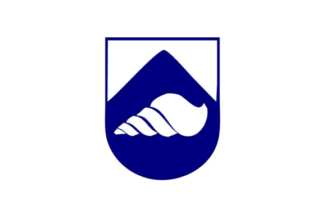
Sveitarfélagið Vogar
Tálknafjarðarhreppur
Þingeyjarsveit
Tjörneshreppur
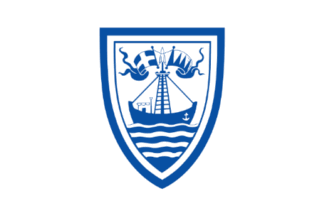
Vestmannaeyjabær
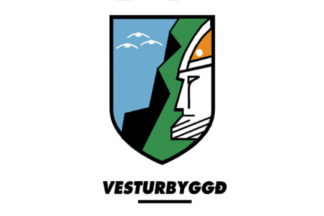
Vesturbyggð
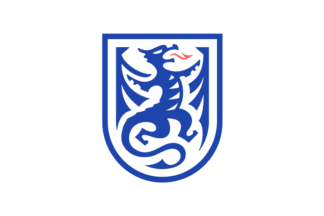
Vopnafjarðarhreppur

Andorra · Armenië · België · Bosnië en Herzegovina · Brazilië · Bulgarije · Canada · Chili · Colombia · Costa Rica · Denemarken · Duitsland · El Salvador · Estland · Frankrijk · Georgië · Indonesië · Italië · Kaapverdië · Kosovo · Kroatië · Letland · Liechtenstein · Litouwen · Luxemburg · Malta · Mexico · Montenegro · Nederland · Noord-Macedonië · Noorwegen · Oekraïne · Oostenrijk · Polen · Portugal · Roemenië · Rusland · San Marino · Servië · Slovenië · Slowakije · Spanje · Tsjechië · Venezuela · Verenigd Koninkrijk · Verenigde Staten · Wit-Rusland · Zimbabwe · Zwitserland
Historisch: België · Nederland
Zie ook: Vlaggenlijsten (per land) · Vlaggen van afhankelijke gebieden · Vlaggen van subnationale entiteiten (per land) · Lijst van vlaggen van hoofdsteden